# Сессан (Савоя)
Сесса́н (фр. Cessens) — колишній муніципалітет у Франції, у регіоні Овернь-Рона-Альпи, департамент Савоя. Населення — 413 осіб (2011).
Муніципалітет був розташований на відстані близько 440 км на південний схід від Парижа, 85 км на схід від Ліона, 26 км на північ від Шамбері.

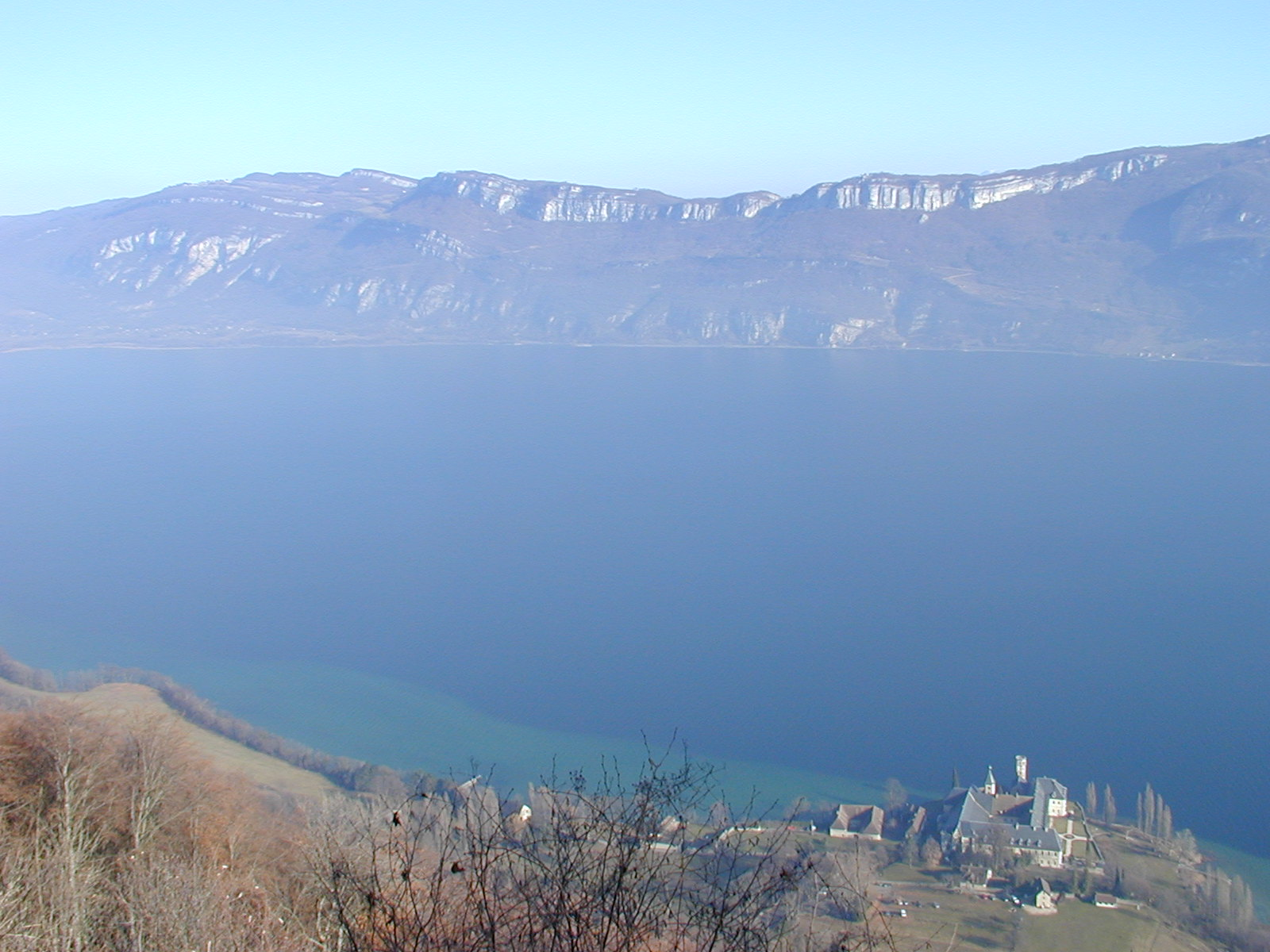

## Історія
До 2015 року муніципалітет перебував у складі регіону Рона-Альпи. Від 1 січня 2016 року належав до нового об'єднаного регіону Овернь-Рона-Альпи.
1 січня 2016 року Сессан, Альбан, Еперсі, Моньяр, Сен-Жермен-ла-Шамботт i Сен-Жиро було об'єднано в новий муніципалітет Антрелак.

## Демографія
Динаміка населення (INSEE ):
Розподіл населення за віком та статтю (2006):
| Стать | Всього | До 15 років | 15-24 | 25-44 | 45-64 | 65-85 | Понад 85 |
| --- | ------ | ----------- | ----- | ----- | ----- | ----- | -------- |
| Чоловіки | 197    | 53          | 15    | 69    | 41    | 19    | 0        |
| Жінки | 178    | 41          | 22    | 45    | 42    | 28    | 0        |
| \| Статево-вікова піраміда \| Статево-вікова піраміда \| Статево-вікова піраміда \| \| ----------------------- \| ----------------------- \| ----------------------- \| \| Чоловіки \| Вік \| Жінки \| \| 0 \| 85 + \| 0 \| \| 0 \| 80-84 \| 8 \| \| 4 \| 75-79 \| 4 \| \| 11 \| 70-74 \| 8 \| \| 4 \| 65-69 \| 8 \| \| 11 \| 60-64 \| 8 \| \| 8 \| 55-59 \| 8 \| \| 11 \| 50-54 \| 15 \| \| 11 \| 45-49 \| 11 \| \| 19 \| 40-44 \| 11 \| \| 27 \| 35-39 \| 19 \| \| 8 \| 30-34 \| 11 \| \| 15 \| 25-29 \| 4 \| \| 11 \| 20-24 \| 11 \| \| 4 \| 15-20 \| 11 \| \| 15 \| 10-14 \| 15 \| \| 23 \| 5-9 \| 11 \| \| 15 \| 0-4 \| 15 \| |        |             |       |       |       |       |          |
| Статево-вікова піраміда |        |             |       |       |       |       |          |
| Чоловіки | Вік    | Жінки       |       |       |       |       |          |
| 0 | 85 +   | 0           |       |       |       |       |          |
| 0 | 80-84  | 8           |       |       |       |       |          |
| 4 | 75-79  | 4           |       |       |       |       |          |
| 11 | 70-74  | 8           |       |       |       |       |          |
| 4 | 65-69  | 8           |       |       |       |       |          |
| 11 | 60-64  | 8           |       |       |       |       |          |
| 8 | 55-59  | 8           |       |       |       |       |          |
| 11 | 50-54  | 15          |       |       |       |       |          |
| 11 | 45-49  | 11          |       |       |       |       |          |
| 19 | 40-44  | 11          |       |       |       |       |          |
| 27 | 35-39  | 19          |       |       |       |       |          |
| 8 | 30-34  | 11          |       |       |       |       |          |
| 15 | 25-29  | 4           |       |       |       |       |          |
| 11 | 20-24  | 11          |       |       |       |       |          |
| 4 | 15-20  | 11          |       |       |       |       |          |
| 15 | 10-14  | 15          |       |       |       |       |          |
| 23 | 5-9    | 11          |       |       |       |       |          |
| 15 | 0-4    | 15          |       |       |       |       |          |

## Економіка
2010 року серед 262 осіб працездатного віку (15—64 років) 207 були активними, 55 — неактивними (показник активності 79,0%, у 1999 році було 74,9%). З 207 активних мешканців працювало 196 осіб (105 чоловіків та 91 жінка), безробітними було 11 (3 чоловіки та 8 жінок). Серед 55 неактивних 26 осіб було учнями чи студентами, 21 — пенсіонерами, 8 були неактивними з інших причин.

У 2010 році в муніципалітеті числилось 156 оподаткованих домогосподарств, у яких проживали 418,5 особи, медіана доходів виносила 17 176 євро на одного особоспоживача